# Lestnica (gmina Czarne)
Lestnica – osada w Polsce położona w województwie pomorskim, w powiecie człuchowskim, w gminie Czarne.
Do 1954 część miasta Lędyczka.
W latach 1975–1998 miejscowość administracyjnie należała do województwa słupskiego.
Osada przy granicy województwa pomorskiego z wielkopolskim, wchodzi w skład sołectwa „Krzemieniewo”